# Větrov (Halže)
Větrov, bis 1948 Baderwinkel, ist eine Wüstung auf dem Gebiet der Gemeinde Halže (Hals) in Tschechien. Das erloschene Dorf lag vier Kilometer nordöstlich von Bärnau unmittelbar an der deutschen Grenze und gehört zum Okres Tachov. 

## Geographie
Die Streusiedlung Větrov befand sich auf einer Hochfläche im böhmischen Teil des Oberpfälzer Waldes (Český les). Sie liegt auf der Europäischen Hauptwasserscheide: nach Westen entwässert der Steinbach zur Tirschenreuther Waldnaab, nach Osten hin der Prudký potok (Katzenbach) zur Mies (Mže). Nordöstlich erhebt sich der Kočičí vrch (Katzenberg, 715 m n.m.), im Südosten die Javořina (Ahornberg, 730 m n.m.), südwestlich der Steinberg / Studenecký vrch (802 m ü. M.) und der Na Statku (Hinterer Steinberg, 791 m n.m.) sowie im Nordwesten das Große Dürrmaul (801 m ü. M.). Die Ortswüstung liegt im Landschaftsschutzgebiet Český les.
Nachbarorte waren Hermannsreuth und Hraničná (Hermannsreith) im Norden, Branka (Galtenhof) im Nordosten, Kočičí Mlýn (Katzenmühle) und Obora (Thiergarten) im Osten, Milíře (Brand) im Südosten, Pomezná (Wittichsthal) und Pavlův Studenec (Vorder-Paulusbrunn) im Süden, Na Šancích (Schanzhäuser) und Bärnau im Südwesten, Wendermühle und Ödwaldhausen im Westen sowie Wendern, Ellenfeld, Beierfeld und Hermannsreuth Siedlung im Nordwesten.

## Geschichte
Die älteste schriftliche Erwähnung des Baderwinkels erfolgte 1548 in einem Grenzrezess. Diese bezieht sich jedoch auf einen Flurnamen; noch heute wird auf deutscher Seite das  Steinbachtal zwischen dem Kleinen und dem Großen Dürrmaul als Baderwinkel bezeichnet, ebenso die grenznahen Flächen östlich des Großen Dürrmauls als Baderwinkelfeld.
Zu Beginn des 18. Jahrhunderts begann die Besiedlung des böhmischen Teils des Baderwinkels. Der älteste Nachweis der damals aus drei Anwesen bestehenden Siedlung Baaderwinkl erfolgte 1716 im Steuerkataster der Herrschaft Tachau.  1785 standen in Baderwinkel sechs Häuser. In einem Katasterplan von 1804 sind acht Anwesen, darunter zwei kleine Vierseithöfe egerländischen Typs eingezeichnet. Sämtliche Häuser waren in hölzerner Bauweise errichtet.
Im Jahre 1835 bestand das im Pilsner Kreis gelegene und aus zerstreuten Waldhäusern bestehende Dominikaldorf Baderwinkel einschließlich des hierher konskribierten Weilers Hermannsreith und der einschichtigen Katzenmühle aus 26 Häusern mit 194 deutschsprachigen Bewohnern. Pfarrort war Hals. Nach dem Bau der Paulusbrunner Kirche wurde Baderwinkel 1838 der Pfarrei Paulusbrunn zugeordnet. Bis zur Mitte des 19. Jahrhunderts blieb  das Dorf der Familienfideikommissherrschaft Tachau untertänig, Besitzer waren die Grafen Windisch-Graetz.
Nach der Aufhebung der Patrimonialherrschaften bildete Baderwinkl ab 1850 einen Ortsteil der Gemeinde Paulusbrunn im Bezirk und Gerichtsbezirk Tachau. Im Jahre 1869 hatte das Dorf 73 Einwohner und bestand aus neun Häusern. Im Jahre 1900 lebten in Baderwinkel 79 Personen, 1910 waren es 111. Erwerbsquellen waren die Landwirtschaft, die Forstarbeit und die Fertigung von Knöpfen und Schmuck aus Perlmutt.
Nach dem Zusammenbruch der k.k. Monarchie wurde die Ansiedlung 1918 Teil der neu gebildeten Tschechoslowakei. Beim Zensus von 1921 lebten in den 18 Häusern des Ortes 101 Personen, davon 96 Deutsche.  Im Jahre 1930 bestand Baderwinkel aus 20 Häusern und hatte 100 Einwohner. Nach dem Münchner Abkommen wurde Baderwinkel im Oktober 1938 dem Deutschen Reich zugeschlagen und gehörte bis 1945 zum Landkreis Tachau. Nach dem Ende des Krieges wurde Baderwinkel wieder Teil der Tschechoslowakei. Die deutschböhmische Bevölkerung wurde 1946 enteignet und vertrieben. Eine Wiederbesiedlung des Dorfes erfolgte wegen der unmittelbaren Grenzlage nicht. 1948 wurde Baderwinkel in Větrov umbenannt. Větrov wurde nach der Errichtung des Eisernen Vorhangs Teil der gesperrten Grenzzone. Beim Zensus von 1950 war Větrov unbewohnt; sämtliche Häuser waren 1949 abgerissen worden. Nach der Aufhebung der Gemeinde Pavlův Studenec wurde Větrov am 1. Juli 1952 zunächst der Gemeinde Obora als Ortsteil zugeordnet und noch im selben Jahr offiziell aufgehoben. Im Jahre 1960 kam die Wüstung zur Gemeinde Halže. Die Dorfstelle wird heutige als Weideland genutzt.

## Ortsgliederung
Větrov gehört zum Ortsteil Branka und ist Teil des Katastralbezirks Pavlův Studenec 3.